# The Slovak Spectator
The Slovak Spectator (oder Slovak Spectator) ist eine englischsprachige Zeitung in der Slowakei. Sie wird von der Gesellschaft The Rock s.r.o. seit dem 1. März 1995 herausgegeben und befasst sich mit lokalen Nachrichten, Kultur und Wirtschaft. Am Anfang erschien die Zeitung einmal zweiwöchentlich, ab September 1998 erscheint sie einmal wöchentlich. Daneben werden von der Gesellschaft jährlich auch fünf Jahrbücher herausgegeben, zum Beispiel der Reiseführer Spectacular Slovakia.
Seine Zielgruppen sind Expats, die in der Slowakei arbeiten oder dort als Zugezogene leben, Slowaken mit guten Englischkenntnissen, Studenten, Fremdgesellschaften in der Slowakei, Botschaften sowie ausländische Slowaken.
Über die Verlagsgesellschaft Petit Press ist die Zeitung mit der slowakischen Nationalzeitung SME sowie der ungarischsprachigen Zeitung Új Szó verwandt.